# Hrvati
Hrvati su konstitutivni narod u Republici Hrvatskoj i jedan od tri konstitutivna naroda u Bosni i Hercegovini. Jednim dijelom nastanjeni su i u susjednim kao i drugim zemljama srednje i jugoistočne Europe: u Austriji, Slovačkoj, Sloveniji, Mađarskoj, Srbiji (poglavito u Autonomnoj Pokrajini Vojvodini), Rumunjskoj, Crnoj Gori (poglavito u Boki kotorskoj), Sjevernoj Makedoniji, Kosovu, Italiji te drugim svjetskim državama. Godine 2018. hrvatski je narod brojio oko 8,000.000 pripadnika. 
Hrvati govore hrvatskim jezikom koji pripada skupini južnoslavenskih jezika. Po vjeroispovijesti su Hrvati dominantno katolici. Svecem zaštitnikom hrvatskog naroda smatra se sveti Josip. 
Procjene govore da Hrvata izvan domovine ima gotovo isti broj kao i u Hrvatskoj, a pretežno žive u Sjevernoj i Južnoj Americi, Zapadnoj Europi i Australiji. Postoje stare i organizirane hrvatske manjine u obližnjim državama: gradišćanski Hrvati u Austriji, Bunjevci i Šokci u Vojvodini, moliški Hrvati u Italiji, Bokelji ili bokeljski Hrvati u današnjoj Crnoj Gori te Krašovani u Rumunjskoj.
Srednjovjekovno Hrvatsko Kraljevstvo bilo je prva slavenska država koja je zadobila međunarodno priznanje statusa kraljevine.
Slično drugim europskim narodima toga doba, sredinom 19. stoljeća Hrvati su, djelovanjem Ilirskog pokreta, tijekom hrvatskog narodnog preporoda postali modernom nacijom, u kojoj su skrb za narodne probitke spustila u šire slojeve naroda, umjesto da ostane u rukama plemstva.

## Ime i podrijetlo
Prema legendi, Hrvati su se doselili pod vodstvom petorice braće (Klukas, Lobelos, Muhlo, Kosentzis i Hrobatos) te dvije sestre (Tuga i Buga), pa je moguće da od jednog od braće koji se zvao Hrobatos (»Hrvat«) potječe ime za narod – Hrvati. Ta je narodna predaja zabilježena (ne kao povijesni podatak, nego kao legenda) u značajnom bizantskom diplomatskom priručniku De Administrando Imperio iz 10. stoljeća. U 29., 30. i 31. poglavlju toga djela se daju podatci koji očito bolje oslikavaju povijest Hrvata i njihove države nastale uz Jadran: tu se saznaje da su Hrvati došli iz područja koje je sjeverno od Mađarske i istočno od Bavarske, da su nakon dolaska na područje današnje Hrvatske prihvatili kršćanstvo i da su se tek s mukom oslobodili od ovisnosti o moćnoj Franačkoj.
Historia Salonitana iz prve polovice 13. stoljeća daje prikaz znanja o podrijetlu Hrvata kakav je (neovisno o zapisu iz De Administrando Imperio) postojao u tada najkulturnijem dijelu Hrvatske, pod utjecajima latinske i grčke pismenosti. Tu se spominje da je 7 ili 8 rodova plemića s područja današnje Poljske i Češke došlo na područje rimske Dalmacije kao saveznici Gota. Ti su se slavenski plemići nastanili u brdovitim predjelima uz Jadran, uspostavili snažnu kneževsku vlast i izmiješali se sa starosjediocima u jedan jedini snažan narod s jednim jezikom, te tek nakon dosta vremena osvojili i razorili Salonu. Kritičari prikaza iz Historiae Salonitane uglavnom ukazuju da je smještanje dolaska bilo kakvih Slavena na Jadran u vrijeme Gota prerano, te da su tu zacijelo pomiješani Franci (o kojima jasno govori De Administrando Imperio, kao savezniku o kojemu su bili ovisni Hrvati u vrijeme svojega dolaska) i Goti.
Hrvati koji su, kako se obično smatra, u 7. stoljeću došli na područja današnje Hrvatske i koji su ondje ustanovili državu uglavnom se povezuje s  Bijelom Hrvatskom i Bijelim Hrvatima koji su obitavali na područjima današnje istočne Poljske, zapadne Ukrajine, Slovačke i Češke te su u većoj ili manjoj mjeri sudjelovali u stvaranju tih slavenskih naroda.
Razni autori su pokušali iz tih i nekih drugih dosta oskudnih povijesnih izvora utvrditi što sigurnije činjenice (neki povjesničari su se, ipak, bavili traženjem nesuglasja u tim izvorima čak i tamo gdje ih se normalnim čitanjem i ne može opaziti), a drugi su tražili podatke o spomenu imena Hrvat i stoga podrijetla Hrvata dalje prema istoku, sve do granica Perzije.
Novija istraživanja pokušavaju dati precizniji odgovor o genetičkom podrijetlu Hrvata, te dosadašnji uvidi (D. Primorac, 2011. god.) ukazuju da je oko 75% genetskog doprinosa Hrvatskoj populaciji dolazi od stanovništva koje je na području današnje Hrvatske prisutno već 25.000 godina, a preostalih 25% je došlo s drugih područja.
Ivan Mužić ukazuje 2008. godine da, makar Hrvati u cjelini uzev u genetskom smislu ne nose mnogo slavenskih osobina, izvor državnosti Hrvata s dobrim dokazima možemo naći na području Liburnije, tj. na širem području Like, te obližnjim primorskim područjima na sjevernom Jadranu koja su najviše bila naseljena "Sklavinima" čija se vlast potom postupno širila na područja pretežno nastanjena starosjediocima "Dalmatinima", starosjedilačkim stanovništvom koje pretežno nije bilo romanizirano. S vremenom su se pripadnici obje ove grupe stopili u jedan narod.
Mate Božić 2019. godine ukazuje na okolnost da se sjedište velikog slavenskog vladara u Velikomoravskoj Kneževini – Svatopluka koji je vladao od 870. i 894. godine u arapskim izvorima prenosi kao Ğrwab, što mnogi autori čitaju kao H.rwat, te neki autori i čitavu tu državu koja je obuhvaćala velike dijelove današnje Češke, Slovačke i Poljske nazivaju hrvatskim imenom. Božić podatke o doseljavanju nekih Hrvata s tog područja ne smatra sigurnim, no ukazuje da je moguć zaključak da je područje Ravnih kotara, tada pod imenom Hrvati (dakle, Gradovi, slično nazivima Gradišće i Gradište za razne toponime na području gdje obitavaju Hrvati), predstavljalo matično vladavinsko područje kneza Trpimira I. i njegove loze Trpimirovića još od vremena kneza Borne (~810. – ? 821.) te se regionim Hrvati postupno proširio na čitavo područje kojim je uspostavljena vlast kraljevske loze Trpimirovića, koja će Hrvatskom vladati sve do kraja 11. stoljeća.
Etnički karakter slavenske države uz obale Mediterana potvrđivan je etnički hrvatskim sastavom plemstva i stoga države. U Ninu - dakle u kraju koji je dugo zadržao toponim "Hrvati" - stoluje biskup s naslovom "episcopus Chroatorum" (biskup Hrvata), čija je nadležnost obuhvaćalo svo etnički hrvatsko stanovništvo - u sukobu s načelom teritorijalnosti starijih biskupija koje su postojale u gradovima pod vlašću Bizanta; Hrvati u liturgiji koriste (crkveno)slavenski jezik. Etnička nadležnost biskupa iz Nina stvarala je tenzije sa starijim biskupima, a za vrijeme crkvenog raskola 867. godine, dalmatinski gradovi pod vlašću Bizanta su ostali pod vlašću patrijarha Focija I. (bogoslužje se u tim gradovima održavalo na latinskom jeziku, ali su oni bili pod vlašću Bizanta, gdje je stolovao Focije), dok je hrvatski biskup u Ninu s plemstvom i narodom odlučio pristati uz Papu; od tada do danas će Hrvati ostati privrženi Svetoj Stolici, tj. Rimu - čime će trajno postati dijelom kršćanskog Zapada. Kada, međutim, kasnije hrvatska država nastoji zadobiti punu vlast nad primorskim gradovima (makar oni još dosta vremena nominalno pripadali Bizantu) i puno međunarodno priznanje (kao kraljevina), na crkvenim saborima 925. i 928. godine odustaju Hrvati od glagoljaške biskupije u Ninu i službeno je prihvaćena teritorijalna vlast biskupija sa sjedištima u tim teritorijalnim gradovima i metropolijom sa sjedištem u Splitu - što će pridonijeti postupnom latiniziranju liturgije. Glagoljaška biskupija u Ninu ipak ostaje, u nejasnom odnosu s vlašću Splitske metropolije; dapače u 11. stoljeću izvršava Ninska biskupija crkvenu vlast na području od oko 50 000 km2 i u pogledu do milijun stanovnika kraljevstva. Pod ingerencijom tog biskupa djeluju razni samostani, mahom benediktinski, ali se u samom Ninu osniva pod ingerencijom ninskog biskupa 1228. godine muški dominikanski samostan, a 1241. i ženski dominikanski samostan. 1184. god. je ninski biskup u blizini samog Nina darovao crkvu vitezovima Templarima. Glagoljaštvo se u Hrvatskoj održalo stoljećima, kao stanoviti izuzetak u područjima zapada Europe, gdje je bogoslužje bilo na latinskom. Glagoljaški hrvatski prijevod Pravila sv. Benedikta - izvora zapadnog redovništva - iz 11. ili s kraja 12. stoljeća je najstariji u Europi: prije toga su ta pravila postojala samo na latinskom i grčkom jeziku. Da hrvatsko plemstvo i etnija općenito prevladava i na otocima, vidimo iz primjera otoka Krka, gdje se oko 1100. uz benediktinski samostan u Baškoj obilježava darovnica hrvatskog kralja Dmitra Zvonimira pločom na glagoljici - slavnoj Baščanskoj ploči; zapravo su do najnovijeg vremena ostale zadnje župe u kojima se bogoslužje držalo (i, ponekad još uvijek održava) glagoljaški na otocima Hvaru, Braču, Šolti, te nekim manjim otocima na zadarskom i šibenskom otočju.

## Hrvatska plemićka plemena s pravom izbora kralja
V. članak Plemstvo dvanaest plemena Kraljevine Hrvatske
Srednjovjekovne kneževine su nastajale osloncem na ratničke, tj. plemićke rodove - u to doba je cjelokupni socijalni život bio zasnovan na rodovima, zajednicama povezanim mjestom boravka i srodničkim vezama; potom su jače od tih kneževina uspostavljale kontrolu nad manjima u obliku vojvodstava i (rijetko) međunarodno priznatih kraljevina. Plemstvo je bilo državotvorno te obavljalo vojne i druge državne poslove; preostalo stanovništvo bilo je pod njihovom zaštitom i snosilo daće (uglavnom u poljoprivrednim proizvodima i obaveznim radom na imanjima plemića i na imanjima u vlasništvu Crkve). Tijekom 9. stoljeća se tako i Hrvatska formirala kao snažna kneževina pod Trpimirovićima, te je u prvoj polovini 10. stoljeća međunarodno priznata kršćanska kraljevina. Kao zemlja u ipak kulturalno naprednijem području Sredozemlja, Hrvatska je takav status postigla nekoliko desetljeća prije Ugarske, stoljeće ranije od primjerice Češke ili Portugala, te u doba kada su dijelovima današnje Engleske vladali kraljevi/kneževi bez međunarodnog priznanja; naposljetku u vrijeme dok Danska i preostale skandinavske zemlje čak još nisu bile prihvatile kršćanstvo.
Salonitanska kronika iz 13. stoljeća govori da je s područja Poljske i Češke došlo (više stoljeća ranije) "sedam ili osam rodova plemića" koji su uspostavili svoju vlast na području Rimske Dalmacije gdje su obitavali neromanizirani starosjedioci, koji da su se zvali "Snaci"; poslije se to plemstvo povezalo sa starosjediocima u jedan narod s jednim jezikom. Izgleda da se broj plemenitih rodova s vremenom povećao, bilo dijeljenjem rodova, bilo primanjem novoga plemstva. Supetarski kartular (kronika benediktinskog samostana) iz 12. stoljeća sadrži ovakav zapis o starom hrvatskom plemstvu:
Po svemu sudeći je ovaj zapis o 6 hrvatskih plemićkih rodova čiji su pripadnici birani za banove (u, kako se tu navodi, 7 banovina, od kojih je jedna nosila Hrvatsko ime, a preostalih 6 je obuhvaćalo rubne dijelove kraljevine  - dio o pokrajini "Albaniji" se zacijelo ne odnosi na područje današnje Albanije) i daljnjih 6 čiji su pripadnici birani za župane na užem području Hrvatske - bio dopisan krajem 13. ili početkom 14. stoljeća, sukladno potrebama nekih plemićkih kuća iz toga doba; ali se u Europi i plemstvo s početka 14. stoljeća smatra starim. U svakom slučaju je zapis o upravnoj podjeli kraljevine na banovine i županije morao odgovarati znanju o povijesti Hrvatske koje je postojalo krajem 13. i početkom 14. stoljeća; dakle u vremenu kada su promjene bile tek polagane, a plemićke obitelji i samostani pomno držali predaje o svojoj povijesti.
Na popisu 12 plemena hrvatskog plemstva koja su davala župane i banove i koja su prema europskom srednjovjekovnom običaju imala pravo sudjelovati na Saboru gdje se biralo kralja su:
1. Kačići. Izgleda da su u 11. stoljeću bili u zaleđu Zadra i Biograda, te su u 12. stoljeću zavladali područjem Omiša, odakle su držali krajeve uz Neretvu i južne dalmatinske otoke. Možda su tek odvjetak jednog od izvornih sedam ili osam rodova plemića o kojima govori Historia Salonitana, jer ih se nalazi u Supetarskom kartularu pisanom početkom 12. stoljeća karolinškom minuskulom, ali u dvojbenom dopisu koji je dopisan nekaligrafskim slovima i kojega se smješta na kraj 13. ili početak 14. stoljeća – dakle u vrijeme kada su Kačići bili na vrhuncu snage i imali bogate posjede u dijelu Dalmacije gdje se benediktinski samostan Svetog Petra u Poljicima i nalazi,
2. Kukari (Klьkarь), ovo pleme, legendarno im je podrijetlo od brata Kluka - trag je naziv mjesta kod Vrlike, Kukari. Njihovog župana Ugrina spominje se kao jednog od supotpisnika sporazuma s Kolomanom 1102. godine. U kasnijim stoljećima smatrani su nižim plemstvom,
3. Snačići (zvani i Svačići - prijelazi glasa v u m i n). S obzirom na to da Toma Arkiđakon u 12. stoljeću za predhrvatske starosjedioce koristi ime "Snaci", neki autori smatraju da je ovdje riječ o predhrvatskim starosjediocima kojima je priznat plemenitaški status,
4. Čudomirići. Držali su mjesto Luka (u 13. stoljeću Lučka županija) kod Nina,
5. Mogorovići, - trag je naziv mjesta Mogorić u Lici, gdje je rod imao posjede,
6. Šubići, pleme iz kojeg su potekli knezovi Bribirski, tj. Zrinski. U vrijeme kada je dopisivan Supetarski kartular (inače skromni dokument ispisan na 8 listova pergamene dimenzija 27,6 x 17,6 cm, uglavnom sa zapisima o poslovima sa skromnim samostanskim dobrima; ali prijepisi iz tog starog dokumenta su možda mogli služiti u nekakvim raspravama o političkim pitanjima u 14. stoljeću), i oni su kao i velikaši Kačići imali značajne posjede u dijelu Dalmacije gdje se nalazio samostan Sv. Petra u Poljicima,
7. Gusići. Imali su posjede u Krbavskoj i Sidraškoj županiji. U 14. stoljeću preuzimaju Karin od roda Karinjana, te drže taj posjed do 1527. godine. Od njih su nastali Kurjakovići Krbavski i Slavogostići Posedarski,
8. Jamometići. U 14. stoljeću drže Krbavu i Pounje, te obnašaju dužnosti na području Nina i Zadra,
9. Karinjani i Lapčani - trag je naziv mjesta Karin i Lapac (Karinjani i Lapčani su jedno pleme koje se razdvojilo),
10. Lasničići (Lačničići). Njihovog župana Obrada spominje Toma Arhiđakon u 14. stoljeću kao jednog od supotpisnika sporazuma s Kolomanom 1102. godine. Imali su posjede u Gackoj i kod Biograda,
11. Polečići (Poletčići). Trag im je u nazivu mjesta Poličnika. Matične su posjede imali kod Perušića. S vremenom su mnogi od njih stekli posjede u bogatoj okolici Zadra i postali građani toga grada,
12. Tugomirići. Pleme za koje se legendarno drži da su od sestre Tuge. Nastanili su se kod Karlobaga i u Poljicima,

Imena gornjih 12 rodova nalaze se tijekom stoljeća u brojnim darovnicama i drugim dokumentima, ali se pojedine odvjetke tih plemićkih rodova naziva zasebnim imenima. Kao i drugdje u Europi, s vremenom se tek uz poteškoće može rekonstruirati točna rodoslovlja. Pripadnici raznih rodova su se međusobno ženili, a pitanja nasljeđivanja posjeda i obiteljskih imena nije bilo jednostavno. Kao i u drugim zemljama, unutar plemićkih rodova neke obitelji su bile jače i djelovale kao velikaši, a drugi su bili u statusu nižeg plemstva - te su obnašali niže vojne i administrativne dužnosti.
Može se pretpostaviti da je područje kojim je prema Supetarskom kartularu upravljao "ban Hrvatske", baš područje sjeverne Dalmacije (možda s obližnjim dijelovima Like i Pounja), dakle područje na kojem su se izvorno naselila hrvatska ratnička (tj. plemićka) plemena; o kojem području govori Mate Božić, kao o izvornom teritoriju vlasti hrvatskih knezova koji su utemeljili dinastiju Trpimirovića, pod čijom će vlašću Hrvatska biti uspostavljena kao međunarodno priznata kraljevina.
Uz gore navedenih dvanaest plemenitaških rodovskih imena, izvori bilježe i razna druga imena za veće obitelji koje su s vremenom na raznim područjima izrastala iz hrvatskog plemstva, među njima su Banjani, Bužani, Draganići, Bašča, Neretvani, Ladihovići, Klokočani, Stojmerići, Smrčkovići.

## Etnički prostor Hrvata
Danas etnički prostor Hrvata obuhvaća cjelokupan prostor Republike Hrvatske, od rijeke Dragonje na zapadu u Istri do Prevlake i Boke kotorske na jugoistoku, te od rijeke Sutle na sjeverozapadu do rijeke Dunava na istoku. Zatim, obuhvaća značajne dijelove Bosne i Hercegovine: 
- Središnju Bosnu: (Jajce, Dobretići, Novi Travnik, Vitez, Busovača, Kiseljak, Kreševo, Žepče i Usora, te djelomično Vareš, Travnik, Maglaj, Fojnica, Bugojno, Uskoplje, Tuzla, Kraljeva Sutjeska-Kakanj, i Stup-Sarajevo).
- Zapadnu, južnu i dijelom sjevernu Hercegovinu: (Široki Brijeg, Posušje, Grude, Ljubuški, Čapljina, Mostar, Stolac, Ravno, Čitluk, Neum, Livno, Tomislavgrad, Kupres, Prozor-Rama, te dijelove Doljani i Slatina-Jablanica, Bijela i Neretvica-Konjic).
- Bosansku Posavinu: (Orašje, Odžak, Domaljevac-Šamac te određene dijelove općina: Brčko, Bosanski Šamac, Bosanski Brod, Derventa, Modriča i Gradačac).
- Zapadnu Bosnu (Bosanska krajina): Značajan udio Hrvata živi na području Zavalja oko Bihaća, naselja Sasina, Haramine, Ljubija, Stara Rijeka i okolna naselja između Prijedora i Sanskog Mosta, Hrvati su zastupljeni i u okolici Banje Luke, Kotor Varoša i Teslića.

vidi: Hrvati Bosne i Hercegovine
Osim većinski homogena (fizički povezana) hrvatskog etničkog prostora, postoje i autohtone hrvatske manjinske zajednice ili enklave, pa su tako Hrvati autohtono stanovništvo u nekim područjima nama susjednih zemalja:
- Boki kotorskoj, te gradu Budvi i gradu Baru sa širom okolicom u priobalju Crne Gore.

vidi: Bokeljski Hrvati
- Srbija, sjeverna i zapadna Bačka (općine Sombor, Apatin, Subotica, Odžaci, Bač), istočni Srijem (općine Šid, Beočin), Srijemska Mitrovica, Ruma, Stara i Nova Pazova, te Novi Sad). Osobito se ističu naselja s hrvatskom arhitekturom, crkvama i povijesnim znamenitostima u Petrovaradinu, Srijemskoj Mitrovici, Šidu, Hrtkovcima, Slankamenu i starim dijelovima Zemuna (sada Novi Beograd). Postoje i male hrvatske enklave u Banatu. Istočni Srijem nalazio se u sastavu hrvatske države tokom povijesti, jer su hrvatske vojničke postrojbe u sklopu Austro-Ugarske vojske oslobodile cijeli Srijem od Turaka, i bio je uključen u sastav Hrvatske sve do 1918. – 45. Na Kosovu postoji sada malena, no vrlo stara hrvatska enklava u mjestu Janjevo i nekoliko obližnjih sela.

vidi: Hrvati u Srbiji, Hrvati u Vojvodini, Bunjevci, Šokci, Janjevci
- Značajna autohtona hrvatska zajednica opstala je u talijanskoj pokrajini Molise i gradu Trstu, te je sačuvala hrvatski jezik i vlastito narječje.

vidi: Moliški Hrvati
- U Austriji, od oko 200.000 Hrvata koji su naselili to područje, opstala je značajna zajednica od blizu 50.000 gradišćanskih Hrvata koji nastanjuju zapadno Gradišće i grad Beč.

vidi: Gradišćanski Hrvati
- U Mađarskoj, Hrvati nastanjuju istočno Gradišće, sjevernu Podravinu, i dijelove sjeverne Baranje oko grada Pečuha i grada Mohača.

vidi: Hrvati u Mađarskoj, racki Hrvati
- U Rumunjskoj, Hrvati podrijetlom iz Pokuplja nastanjuju 7 naselja u području zvanom Karaševo.

vidi: Hrvati u Rumunjskoj, Krašovani, Šokci
- U Slovačkoj živi oko 5.000 Hrvata u dijelu pokrajine sjeverno Gradišće.

vidi: Hrvati u Slovačkoj
- U Češkoj živi od oko 1000 do oko 2000 Hrvata; nastanjuju tri naselja.

vidi: Moravski Hrvati
- U Sloveniji; Slovensko primorje (naselje Hrvatini), Bela krajina (više manjih naselja nastanjenih s Hrvatima), zatim oko Brežica, i u pokrajini Haloze.

Osim autohtonih hrvatskih zajednica, postoji i značajna ekonomska dijaspora Hrvata širom svijeta, čiji su preci tražeći posao odselili u razne zemlje i kontinente, te se tamo nastanili.
Na brojnost hrvatskog stanovništva izrazito su negativno utjecali stoljetni ratovi s Osmanskim carstvom: osobito nakon propasti ugarsko-hrvatske vojske u Mohačkoj bitci 1526. godine bilježi se oštar pad stanovništva.

## Povijesna etnografija

### Život i običaji
Po dolasku u novu domovinu, Hrvati su se nastanili na područjima između Drave i Jadranskog mora. S obzirom na fluktuacije istočne granice ona se ne može točno odrediti, no na cijelom bosanskohercegovačkom prostoru se mogu naći tragovi ranije hrvatske nazočnosti. Na južnoj jadranskoj obali, pleme Neretvani je oformilo svoju kneževinu. 
Područje sjeverne Hrvatske između Drave i Save poznato kao Panonska Hrvatska (danas Slavonija), u vrijeme prije kralja Tomislava nazivano je imenom Sklavinija, a narod koji ju je naselio nazivan je Sklavinima, što je svakako varijanta imena Slaveni. Na tom je području s vremenom odrana prevladao slavenski jezik; danas se ne može sa sigurnošću znati jesu li ratnička plemena Hrvata koje su na današnja hrvatska područja očito došla s područja današnje Poljske, Češke i Slovačke nastale od tamošnjeg slavenskog pučanstva, ili su u boraveći u tim slavenskim zemljana poprimila slavenski jezik kojim su govorili široki narodni slojevi. Do danas nije razjašnjeno kakvim je jezikom govorilo ranije stanovništvo (koje je po svemu sudeći bilo znatno brojnije od doseljenih ratničkih Hrvata - plemića) i kako je točno teklo prihvaćanje zajedničkih jezičnih i etnoloških osobina. Dio područja koje su naselili Hrvati, Slavonija ili Sklavinija, zadržalo je slavensko ime do danas. Današnji Šokci koje nalazimo u Slavoniji, Baranji i Bačkoj, kamo su većim dijelom nasaljeni tek u 17. stoljeću povlačenjem hrvatskog stanovništva s područja pod osmanskom vlašću uz rijeku Bosnu i po nekim autorima, moraju biti baš "sklavinskog" podrijetla.  Do danas su poznati su po riječnom ribolovu i uzgoju stoke (napose svinja na ispaši u šumama), od kojih potječe glavnina mesne hrane. U ratarstvu, povijesno su uglavnom uzgajali žitarice. Izmiješani sa Šokcima žive Bunjevci, s ponešto drugačijim etnografskim osobinama. 
Na području Bijele (područja uz srednji i sjeverni Jadran) i Crvene Hrvatske (područja uz Jadran, prema jugu) nalazimo opet drugačiji tip Hrvata. Zemljopisne prilike nesumnjivo su utjecale na drugačiji mentalitet i tip kulture. Kamen, more i sunce potaklo je razvoj uzgoja maslina i grožđa. Blizina mora djelovala je i na razvoj brodarstva, te gusarstva kao oblika privređivanja. Poznato je da su još stari Neretvani, čak i nakon što su njima u 12. stoljeću zavladali Kačići, bili strah i trepet slobodnom pomorstvu dalmatinskih gradova, napose Veneciji. Hrvati s obale Jadrana postali su poznati pomorci, a to za njih vrijedi još i danas. Dubrovčani i Bokelji na glasu su kao vješti pomorci. Značajna je proizvodnja vina, pršuta i maslinovog ulja. To su ujedno i glasoviti specijaliteti potomaka Bijelih i Crvenih Hrvata. 
Uz zapadne granice Hrvatske prostiru se područja na kojima se govori kajkavicom i čakavicom, koja su se narječja prije Turskih ratova prostirala znatno dalje prema istoku. Zbog veće blizine njemačkih i talijanskih zemalja, osjete se ondje nešto jači kulturalni utjecaji s tih prostora. Isto vrijedi i za područja na otocima i uz sam Jadran, gdje se također do danas uglavnom očuvala čakavica, a koja su područja uvijek imala intenzivnu trgovinu s Italijom, te su većim dijelom stoljećima i bila pod vlašću Mletačke Republike. Kako je i inače slučaj s narodima koji žive jedni kraj drugih, kod Hrvata u područjima uz Mađarsku osjete se mađarski utjecaji. Stoljetni suživot sa Srbima i Bošnjacima (stanovništvo slavenskog jezika uglavnom na području srednjovjekovne Hrvatske, koje se islamiziralo pod stoljetnim Turskim utjecajem) na istim područjima, također je ostavilo duboke utjecaje na Hrvate. 
Tipovi naselja također se razlikuju prema zemljopisnim prilikama. Šokačka naselja Slavonije izduženog su oblika, čije se kuće najčešće nižu bočno okrenute prema šoru (ulici), s kojima čine gazdinstva. Kuće su drvene, te su s ostalim gospodarskim zgradama s ulične strane ograđene drvenim ogradama. Ovakva dugačka naselja moguća su samo u ravničarskim predjelima. Bliže ili dalje, gazdinstva imaju svoja poprilično velika polja na kojima se uzgaja pšenica (danas manje) i kukuruz.
Potpuno je drugačiji tip naselja u brdovitim predjelima, kao u Lici, gdje su kuće razbacana na velikom području. Kuće su veoma strmih krovova, izvorno drvene, danas zidanice. Hrvati brdskih područja također su se prilagodili obliku tla i klime. Stočarstvo (ovce) i uzgoj krumpira glavne su preokupacije. Polja su znatno manja nego u Slavoniji. Najznačajnija voćka ličkih Hrvata je šljiva. Uz Jadran se tradicionalno koristilo mediteranski način gradnje; ondje je veći dio stanovništva živio u gradovima i gradićima mediteranskog tipa, te je svekolika kultura snažno mediteranski obojena.

## Kultura i umjetnost
Kultura u Hrvatskoj je bitno označena njenom stoljetnom dosljednom uronjenošću u europske kulturalne tijekove. Stanoviti tragovi stoljetnog dodira s kulturom bivšeg Osmanskog carstva, s kojima je Hrvatska graničila više stoljeća su prisutni u tragovima raznih turcizama (npr. riječi "kavez", "dugme", "dućan" i "čizma" su turskog podrijetla), i nekih folklornih običaja u krajevima koji su nekada bili pod turskom vlašću (Slavonija, Dalmatinska zagora; također kod Hrvata u Bosni i Hercegovini).
U prvim stoljećima pisane povijesti Hrvata, glavni strani utjecaj je dolazio preko romaniziranih gradova na dalmatinskoj obali, koji su bili pod bizantskom vlašću i uključeni u mediteransku trgovinu. Kršćanstvo se među hrvatskim pukom i plemstvom širilo mahom putem domaćeg svećenstva, koje je i bogoslužje vršilo na narodnom jeziku. Makar je već 928. godine smijenjen Grgur, hrvatski biskup u Ninu, uz evidentno nastojanje biskupa iz romaniziranih gradova da u Hrvatskoj uvedu bogoslužje na latinskom jeziku – kakav je slučaj bio tada u skoro cijeloj Europi – staroslavensko bogoslužje se u Hrvatskoj zadržalo ponegdje sve do kraja 1960.-ih godina. Također se vrlo dugo zadržalo korištenje glagoljice, kako u sakralnoj, tako i u svjetovnoj uporabi; 1483. godine, samo 28 godina nakon što je otisnuta Guttenbergova Biblija, kao prva tiskana knjiga u povijesti, tiskan je "Misal po zakonu rimskog dvora" na hrvatskoj glagoljici.
Od 13. stoljeća se, najprije na dalmatinskim otocima, koristi u Hrvata i hrvatska ćirilica (arvatica, bosančica, hrvatkica). S 1345. godinom je datiran najstariji poznati dokument koji je na hrvatskom jezikom pisan uz korištenje latinice, Red i zakon sestara dominikanki iz Zadra.  Sa širenjem tiskanih knjiga, postupno ipak prevladava zapisivanje hrvatskog jezika latinskim pismom. Osobito je na standardizaciju hrvatskog jezika, uz korištenje latinice, utjecalo djelo lingvista i svećenika Bartola Kašića, koji je napisao utjecajne hrvatske rječnike i gramatike, a njegov Ritual rimski (obrednik, knjiga sa službenim uputama i obrascima za zajedničku molitvu u crkvi) iz 1640. godine je službeno korišten u Katoličkoj crkvi sve do 19. stoljeća, te je imao je u Hrvata utjecaj, nalik onome koje je na engleskom govornom području imala King James Bible iz 1611. godine.

## Obrazovanje
Obrazovanje u Hrvatskoj je ustrojeno sukladno današnjim standardima u Europi. Sukladno europskim trendovima, zadnjih desetak godina snažno raste broj mladih koji upisuju visokoškolsko obrazovanje, te je u 2019. godine visokoškolski studij završilo 33.704 studenata, među onima koji su uspješno završili visokoškolski studij bilo je te godine čak 20.286 studentica. Inače naraštaji iz kojih danas u Hrvatskoj dolaze mladi što pohađaju visokoškolsko obrazovanje broje ukupno približnih 50 tisuća u svakom godištu.
Prvo sveučilište u Hrvatskoj osnovali su redovnici dominikanci u Zadru 1396. godine; u Lepoglavi uspostavljaju redovnici Pavlini sveučilište 1656. godine, a Sveučilište u Zagrebu je priznanje univerzitetskog statusa zadobilo 1669. godine, tada pod vodstvom redovnika Isusovaca.
U vrijeme velikog širenja obrazovanja u drugoj polovini XIX. stoljeća, Hrvatsko-ugarska nagodba iz 1868. god. - koja je uređivala državnopravni status Hrvatske kao autonomne kraljevine u personalnoj uniji (s kraljem koji je istodobno bio i car Austrije) s Mađarskom - omogućavao je korištenje hrvatskog jezika kao jedinog službenog jezika kako u školstvu, tako i u državnoj upravi i pravosuđu; za razliku od drugih zemalja koje je obuhvaćala Kruna sv. Stjepana (današnja Slovačka, zapadni dijelovi današnje Rumunjske i dr.) u kojima se druge jezike osim mađarskog u principu nije koristilo ni u školama, niti u javnim ustanovama.
U Istri, koja je bila pod upravom Austrije, lokalno talijansko građanstvo je uporno provodilo politiku (u tadašnjem izbornom sustavu, zemljoposjednici i drugi bogati porezni obveznici - među kojima je u Istri bila uvjerljiva većina Talijana - su birali nerazmjerno veliki broj predstavnika u političkim tijelima) sprječavanja školstva na hrvatskom i slovenskom jeziku (sjeverni dio Istre, koji je danas dio Republike Slovenije, je uglavnom bio nastanjen Slovencima) i time pospješuju talijanizaciju. Tek je manji broj hrvatskih intelektualaca primio obrazovanje u gimnaziji na Sušaku, na području banske Hrvatske. Osnivanje i djelovanje prve hrvatske osnovne škole bilo je moguće tek 1898. godine, i to pomoću donacija prikupljenih putem Družbe sv. Ćirila i Metoda za Istru. U vrijeme kada su upravo zamirale zadnje tzv. pomoćne škole koje su po selima vodili svećenici - i koje su ponekad pružale osnovno opismenjavanje i na hrvatskom jeziku - na samom kraju 19. stoljeća Družba sv. Ćirila i Metoda za Istru uspostavlja privatno financiranu mrežu hrvatskih škola u Istri.  Istarski "Narodnjaci" pod vodstvom Matka Laginje - koji dobivaju većinu glasova na izborima, ali zahvaljujući izbornom sustavu samo manjinu vijećnika - uspijevaju 1910. godine blokirati rad Istarskog sabora, te namjesništvo kojega je potom imenovao izravno Beč pristaje tek od tada financirati i rad školstva na hrvatskom jeziku. 1918. godine, kada je Istru zauzela Kraljevina Italija, zabranjene su ondje hrvatske škole, a i korištenje hrvatskog jezika u javnom životu; takvo je stanje potrajalo do Drugog svjetskog rata, od kada hrvatsko školstvo u Istri djeluje kao integralni dio hrvatskog školskog sustava, a hrvatski jezik se koristi kao službeni.
U Dalmaciji koja - premda se kraljevina sa sjedištem u Zagrebu dičila naslovom Trojedne Kraljevine Hrvatske, Slavonije i Dalmacije - nije bila pod upravom iz Zagreba, nego iz Beča, kao cio Cislajtanije, prva učiteljska škola na hrvatskom jeziku otvorena je 1866. god. u Arbanasima kod Zadra. Time je započeo kraj dotadašnje prakse da je za hrvatske mladiće (djevojke su se rijetko obrazovale) put socijalnog napredovanja povezan uz odgoj u talijanskoj kulturi i jeziku. Uz dosta komplikacija i otpora tzv. autonomaša, do 1883. godine je djelovalo u Dalmaciji preko 300 hrvatskih škola, te je prevladao hrvatski jezik - makar se primjerice na sudovima korištenje talijanskog jezika još neko vrijeme produžilo.

## Religija
Na kulturu u Hrvata, te zapravo na njihov sveukupni život veliki utjecaj ostvaruje njihova stoljetna pripadnost katoličanstvu; od  ukupnih 4.284.889 stanovnika koji su živjeli Hrvatskoj 2011. godine, prema popisu stanovništva 2011. se čak njih 3.697.143 (86,28%) izjasnilo katolicima; od 3.697.143 Hrvata koji su 2011. god. živjeli u Hrvatskoj, njih 3.599.038 (97,34%) su bili Katolici; doduše se među hrvatskim katolicima primjećuje opadanje interesa za religiju, kakav je i inače trend među kršćanima širom svijeta zadnjih desetljeća.
Na popisu stanovništva Hrvatske provedenom 2021. god., od 3.547.760 stanovnika njih se 78,97 posto izjasnilo kao "katolici", a zbog nejasnoća u popisnom formularu njih se još 157.388 izjasnilo kao "kršćani koji pripadaju Katoličkoj Crkvi"; tako proizlazi da u Hrvatskoj danas ima nešto više 83 posto katolika; podatci o broju pripadnika katoličanstva među pripadnicima pojedinih etničkih zajednica će biti prezentirani naknadno.
Poznati hrvatski mariolog o. isusovac Ante Katalinić je u svom djelu Marija - velika nada Hrvata. Marijina nazočnost u povijesti hrvatskog naroda iz 1998. dokumentirao činjenicu da se je tijekom cijele svoje povijesti hrvatski narod osobito žarko utjecao Majci Božjoj u svim osobnim i kolektivnim nevoljama i potrebama, kakav je i inače slučaj kod katoličkih naroda. Sveci zaštitnici hrvatskog naroda su Sveti Josip i Sveti Nikola Tavelić.
Ateista i agnostika je među Hrvatima koji su 2011. god. živjeli u Republici Hrvatskoj bilo 151.887 (4,22%). U grupi protestanti i ostali kršćani ima među Hrvatima u Hrvatskoj oko 19 tisuća osoba, a nešto manje od 70 tisuća Hrvata se na tom popisu nije izjasnilo o vjerskoj pripadnosti. U Hrvatskoj je 9.647 Hrvata muslimana, a broj pripadnika ostalih vjera je malen.

## Gospodarstvo
Kao i drugdje u Europi, gospodarstvo je stoljećima bilo temeljeno na poljoprivredi. Velikih rudnika na području današnje Hrvatske nije bilo te je osobito nedostatak ugljena priječio uključivanje Hrvatske u prvu industrijsku revoluciju početkom 19. stoljeća. Uz to su apsolutistički vladari Austrijskog Carstva toga doba dosta drugo zabranjivali uspostavljanje manufakturne proizvodnje izvan područja njihovih nasljednih zemalja (koje su zemlje obuhvaćale današnju Austriju, Sloveniju i Češku), što će s vremenom prouzročiti stanovito zaostajanje područja današnje Hrvatske, Slovačke i Mađarske u industrijskom razvoju.
Uz Jadran je stoljećima bila razvijena snažnija trgovina; mediteransko pomorstvo i trgovina će doći u stanovitu krizu s uspostavom novih trgovačkih putova prema Americi, Indiji i Dalekom Istoku za vrijeme renesanse, i dodatno slabiti jačanjem tih puteva preko oceana s uvođenjem parobroda u 19. stoljeću. U sklopu Austro-Ugarske, i Hrvatska će se uključiti u drugu industrijsku revoluciju u drugoj polovini 19. stoljeća, kada će se uspostaviti također i obrazovne, zdravstvene i druge ustanove prema standardima toga doba: od sustava svjetionika prema tadašnjim standardima, do sustava željeznica, telegrafa, katastra i zemljišnih knjiga.
Nakon što je po raspadu Austro-Ugarske iza Prvog svjetskog rata bila u sastavu Kraljevine Jugoslavije povezana sa Srbijom i drugim balkanskim područjima, te nakon što je bila u sastavu komunističke Jugoslavije iz koje je izašla tek uz višegodišnje ratovanje u Domovinskom ratu 1990-ih s velikim materijalnim razaranjem, Hrvatska je na gospodarskom i kulturalnom polju nešto sporije napredovala od obližnjih područja Austrije i Italije. Čak i u takvim uvjetima, za vrijeme Socijalističke Republike Hrvatske od polovine 20. stoljeća obavljena je tranzicija od zemlje s pretežnim udjelom poljoprivrednog u zemlju s pretežnim udjelom gradskog stanovništva, zaposlenog u nepoljoprivrednim djelatnostima. U vrijeme popisa stanovništva u Hrvatskoj 1991. je od ukupno 4,784.265 stanovnika njih 2,597.205 živjelo u gradovima, a i znatan dio stanovništva u selima radio je izvan poljoprivrede.
Nakon osamostaljivanja Republike Hrvatske od SFR Jugoslavije početkom 1990-ih godina, provedena je tranzicija gospodarstva radi uspostavljanja standarda gospodarskog poslovanja što sličnijih onima u Europskoj uniji. U Hrvatskoj je, ipak, udio trgovačkih društava u vlasništvu središnje države i jedinica lokalne samouprave još uvijek znatan. 2008. godine je udio tih poduzeća u ukupnoj zaposlenosti iznosio 13,8%, dok je prosječan udio za zemlje EU-a iznosio između 6,20% i 7,13%.
Općenito, razdoblja snažnog rasta gospodarstva u Hrvatskoj su bila od 1870. do 1913. godine, te od 1950. do 1973. godine, kada se bilježi gospodarski rast veći od 5% godišnje. Od 1973. godine naovamo, razdoblja umjerenog rasta su se izmjenjivala s gospodarskim krizama (uključivo razdoblje Domovinskog rata), te je tako 2012. godine gospodarski učinak Hrvatske bio na razini iz 1989. godine (uz nešto manje stanovništvo, zbog iseljavanja i slabog prirodnog prirasta).
Hrvatska je 2019. godine s društvenim proizvodom po paritetu kupovne moći od 29 tisuća američkih dolara po stanovniku približno na razini usporedivih članica na istoku Europske unije, čiji je Hrvatska član od 2013. godine. Svjetska banka svrstava Hrvatsku među 80 država koje spadaju među gospodarstva s visokom razinom dohotka, gdje se od njenih neposrednih susjeda nalaze još Slovenija, Italija i Mađarska.
Poljoprivreda se zadnjih desetljeća u Hrvatskoj modernizira, ali modernizirana gospodarstva nisu uspjela u cijelosti nadoknaditi pad proizvodnje sa sve većeg broja zapuštenih sitnih imanja. 2020. godine je u Hrvatsku uvezeno hrane u vrijednosti 3,4 milijardi eura, a izvezeno prehrambenih proizvoda u vrijednosti 2,17 milijardi eura.
Turizam u Hrvatskoj predstavlja izrazito važnu gospodarsku granu, te je 2016. godine sudjelovao u bruto domaćem proizvodu Hrvatske s 11,4%. Šest godina ranije, 2010., sudjelovao je turizam u BDP-u sa znatno nižih 10,4%.

## Brojnost
Hrvata je u Hrvatskoj bilo 2011. 3.874.321 da bi taj broj do 2021. opao na 3.547.760; u kontekstu smanjenja ukupnog broja stanovnika Republike Hrvatske, Hrvati 2021. čine 91,63% stanovništva države. Druga najbrojnija hrvatska populacija je u Bosni i Hercegovini, gdje Hrvata ima 545 (2013.); još oko 100 do 200 tisuća živi u ostalim zemljama Jugoistočne Europe te u Gradišću u Austriji; od toga u Srbiji 39.127 (2022. god.; nedavne 2011. god. bilo ih je ondje 57.900). 
Općine s najvećim postotkom izjašnjenih Hrvata uopće se ne nalaze u Hrvatskoj: to su općine Posušje i Grude (99,74 %, to jest 99,71 % Hrvata) u susjednoj Bosni i Hercegovini. 
Njihov broj u inozemstvu se može samo procijeniti, ali pretpostavlja se da u iseljeništvu živi barem jednako mnogo Hrvata kao u domovini, no taj broj najviše ovisi o tome smatraju li se više Hrvatima i kako se etnički izjašnjavaju. Mnogi potomci iseljenika poženili su se pripadnicima raznih drugih naroda, a njihovi današnji unuci i praunuci jedva da nešto više znaju o svojem podrijetlu. Zaboravili su jezik, asimilirali u nove zajednice i prihvatili tamošnju kulturu. Znatan je također i onaj dio hrvatskih iseljenika koji ne govore više hrvatskim jezikom, ali su svjesni svoje etničke pripadnosti.  
Hrvatsko iseljeništvo se posvuda u državama domaćinima brzo uklapa u tržište rada, a ima nerijetko među njima i onih koji su nadprosječno uspješni. Kao primjer iseljeničke hrvatske zajednice koja je općenito uzev iznadprosječno uspješna često se spominju Hrvati u Čileu. Od sredine 20. stoljeća, najveće je iseljavanje bilo u Njemačku, te su Hrvati u Njemačkoj jedna od najbolje integriranih useljeničkih grupa.
Najveće iseljeničke skupine žive u Zapadnoj Europi, ponajviše u Njemačkoj, a zatim u Italiji, Švedskoj, Francuskoj, Velikoj Britaniji itd. Od drugih kontinenata, Amerika ima najbrojniju hrvatsku populaciju, i to u Sjedinjenim Državama (Ohio, Kalifornija; Pittsburgh je do pred raspad SFRJ bio drugi grad na svijetu po broju Hrvata) i Kanadi (Mississauga), kao i u Argentini, Čileu (krajnji sjever, zatim oko Santiaga i na jugu na Ognjenoj zemlji), Peruu, Brazilu i Boliviji. 
Postoje i značajne hrvatske manjine u Australiji (Perth, Sydney) i Novom Zelandu, kao i u Južnoj Africi. 

### Hrvati u svijetu
- Hrvatska 3.547.760 (2021.)
- Bosna i Hercegovina  545.000 (2013.)
- Republika Srbija 39.107

- Argentina: oko 250.000

- Australija: oko 250.000
- Austrija: oko 90.000
- Belgija: oko 7000
- Brazil: oko 70.000
- Bolivija: oko 5000
- Čile: oko 200.000
- Danska: oko 2500
- Ekvador: oko 4000
- Francuska: oko 40.000
- Irska: oko 20.000
- Italija: oko 60.000
- Južna Afrika: oko 8000
- Kanada: oko 250.000
- Luksemburg: oko 3000
- Nizozemska: oko 10.000
- Norveška: oko 2000
- Novi Zeland: oko 100.000
- Njemačka: oko 500.000
- Paragvaj: oko 5000
- Peru: oko 6000
- Sjedinjene Američke Države: oko 1.200.000
- Švedska: oko 40.000
- Švicarska: oko 80.000
- Urugvaj: oko 5000
- Velika Britanija: oko 5000
- Venezuela: oko 5000[64]

### Broj Hrvata i njihov udio u republikama SFRJ (1948. – 1991.)
| republika              | 1948.     | 1948.  | 1953.     | 1953.  | 1961.     | 1961.  | 1971.     | 1971.  | 1981.     | 1981.  | 1991.     | 1991.  |
| ---------------------- | --------- | ------ | --------- | ------ | --------- | ------ | --------- | ------ | --------- | ------ | --------- | ------ |
| SR Bosna i Hercegovina | 614 123   | 23,9 % | 654 229   | 23,0 % | 711 665   | 21,7 % | 772 491   | 20,6 % | 758 140   | 18,4 % | 755 895   | 17,3 % |
| SR Crna Gora           | 6808      | 1,8 %  | 9814      | 2,3 %  | 10 664    | 2,3 %  | 9192      | 1,7 %  | 6904      | 1,2 %  | 6249      | 1 %    |
| SR Hrvatska            | 2 975 399 | 78,7 % | 3 128 661 | 79,5 % | 3 339 890 | 80,3 % | 3 513 647 | 79,4 % | 3 454 356 | 75,1 % | 3 736 356 | 78,1 % |
| SR Makedonija          | 2060      | 0,2 %  | 2710      | 0,2 %  | 3750      | 0,3 %  | 3882      | 0,2 %  | 3,307     | 0,2 %  | 2450      | 0,1 %  |
| SR Slovenija           | 16 069    | 1,1 %  | 17 978    | 1,2 %  | 31 429    | 2,0 %  | 42 657    | 2,5 %  | 55 625    | 2,9 %  | 54 212    | 2,8 %  |
| SR Srbija              | 169 894   | 2,6 %  | 162 158   | 2,3 %  | 196 411   | 2,6 %  | 184 913   | 2,2 %  | 149 368   | 1,6 %  | 105 406   | 1,1 %  |
| SFRJ                   | 3 784 353 | 24,0 % | 3 975 550 | 23,5 % | 4 293 809 | 23,1 % | 4 526 782 | 22,1 % | 4 428 005 | 19,7 % | 4 660 568 | 19,8 % |

### Veći gradovi sa značajnijim brojem Hrvata
Kriterij koncentracije je bio velik apsolutni broj Hrvata i/ili značajan postotak Hrvata. Kao stanovnici su uzeti trajno naseljeni i stanovništvo "na privremenom radu".
| Država              | Gradovi                                                                            |
| ------------------- | ---------------------------------------------------------------------------------- |
| Argentina           | Buenos Aires, Rosario, La Plata                                                    |
| Australija          | Sydney, Melbourne, Perth                                                           |
| Austrija            | Beč, Željezno (Eisenstadt)                                                         |
| Bosna i Hercegovina | Posušje, Grude, Mostar, Sarajevo, Banja Luka, Tuzla, Tomislavgrad, Livno, Orašje   |
| Brazil              | São Paulo, Ribeirão Preto                                                          |
| Crna Gora           | Kotor, Tivat, Perast                                                               |
| Čile                | Punta Arenas, Santiago, Porvenir, Antofagasta                                      |
| Italija             | Trst, Milano                                                                       |
| JAR                 | Johannesburg, Pretoria, Capetown                                                   |
| Kanada              | Toronto, Hamilton, Winnipeg, Calgary, Vancouver, Edmonton                          |
| Mađarska            | Budimpešta, Pečuh                                                                  |
| Njemačka            | Frankfurt na Majni, München, Stuttgart, Berlin, Mainz, Hamburg                     |
| Novi Zeland         | Auckland                                                                           |
| SAD                 | Pittsburgh, Chicago, Cleveland, New York, San Jose, Fresno, San Pedro, Los Angeles |
| Srbija              | Subotica, Sombor, Apatin, Beograd, Srijemska Mitrovica, Petrovaradin               |

## Zanimljivosti
- Maori Hrvate zovu Tarara.[65]
- Od 1804. do 1918., 395 Hrvata dobilo je generalski ili admiralski čin, najviše u austro-ugarskoj vojsci (379).[66]

## Vanjske poveznice
- Proleksis enciklopedija Hrvati
- Hrvatska matica iseljenika
- Marijina nazočnost u početcima (pokrštenje Hrvata)  Arhivirana inačica izvorne stranice od 21. srpnja 2006. (Wayback Machine)
- Rezultati genetskih istraživanja, engl.
- O Hrvatima u Bačkoj, Srijemu i Banatu: Radio-Subotica Neprimjećena brzina nestajanja, 15. siječnja 2007.
- "De administrando imperio" ("O upravljanju carstvom"), Konstantin VII. Porfirogenet (913.-959.), grčki s prijevodom na engleski, Gyula Moravcsik i Romilly Jenkins (348 stranica), "Dumbarton Oaks Texts", Washington 1967.,  v. osobito pogl. 29. "O Dalmaciji i susjednim zemljama", 30. "Povijest Dalmatinske provincije" i 31. " O Hrvatima i zemlji u kojoj oni danas obitavaju", str. 122-151